# Bordes (Pyrénées-Atlantiques)
Pour les articles homonymes, voir Bordes.
Bordes est une commune française, située dans le département des Pyrénées-Atlantiques en région Nouvelle-Aquitaine.
Ses habitants sont appelés les Bordais.

## Géographie

### Localisation
La commune de Bordes se trouve dans le département des Pyrénées-Atlantiques, en région Nouvelle-Aquitaine.
Elle se situe à 11 km par la route de Pau, préfecture du département, et à 19 km de Pontacq, bureau centralisateur du canton des Vallées de l'Ousse et du Lagoin dont dépend la commune depuis 2015 pour les élections départementales.
La commune fait en outre partie du bassin de vie de Pau.
Les communes les plus proches sont : 
Boeil-Bezing (2,0 km), Assat (2,1 km), Baliros (2,2 km), Angaïs (2,4 km), Pardies-Piétat (2,9 km), Narcastet (3,5 km), Saint-Abit (3,5 km), Baudreix (3,9 km).
Sur le plan historique et culturel, Bordes fait partie de la province du Béarn, qui fut également un État et qui présente une unité historique et culturelle à laquelle s’oppose une diversité frappante de paysages au relief tourmenté.

### Communes limitrophes
Les communes limitrophes sont  Angaïs, Artigueloutan, Assat, Baliros, Boeil-Bezing, Ousse et Pardies-Piétat.
|         | Ousse          | Artigueloutan |
| Assat   | Bordes         | Angaïs        |
| Baliros | Pardies-Piétat | Boeil-Bezing  |

### Hydrographie

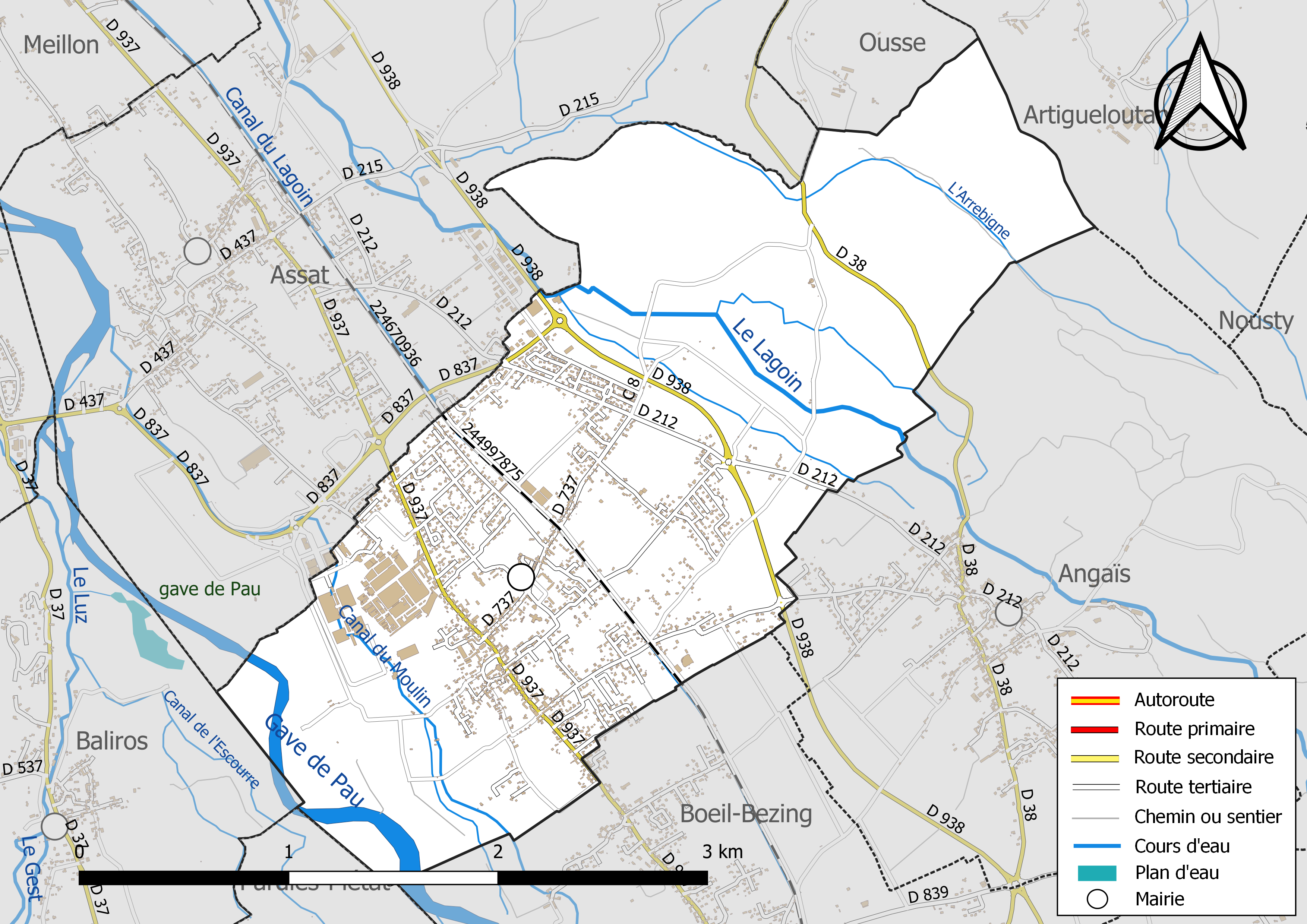
Réseaux hydrographique et routier de Bordes.

La commune est drainée par le gave de Pau, le Lagoin, le Canal du Lagoin, Canal du Moulin, L'Arrebigne, et par divers petits cours d'eau, constituant un réseau hydrographique de 13 km de longueur totale,.
Le gave de Pau, d'une longueur totale de 192,8 km, prend sa source dans la commune de Gavarnie-Gèdre et s'écoule du sud-est vers le nord-ouest. Il traverse la commune et se jette dans l'Adour à Saint-Laurent-de-Gosse, après avoir traversé 88 communes.
Le Lagoin, d'une longueur totale de 28,7 km, prend sa source dans la commune de Saint-Vincent et s'écoule du sud-est vers le nord-ouest. Il traverse la commune et se jette dans le gave de Pau à Bizanos, après avoir traversé 13 communes.
Le Canal du Lagoin, d'une longueur totale de 14,9 km, prend sa source dans la commune de Coarraze et s'écoule du sud-est vers le nord-ouest. Il traverse la commune et se jette dans le gave de Pau à Meillon, après avoir traversé 8 communes.

### Climat
Pour des articles plus généraux, voir Climat de la Nouvelle-Aquitaine et Climat des Pyrénées-Atlantiques.
Historiquement, la commune est exposée à un climat de montagne.  
En 2020, Météo-France publie une typologie des climats de la France métropolitaine dans laquelle la commune est toujours exposée à un climat de montagne et est dans la région climatique Pyrénées atlantiques, caractérisée par une pluviométrie élevée (>1 200 mm/an) en toutes saisons, des hivers très doux (7,5 °C en plaine) et des vents faibles.
Pour la période 1971-2000, la température annuelle moyenne est de 13 °C, avec une amplitude thermique annuelle de 13,9 °C. Le cumul annuel moyen de précipitations est de 1 260 mm, avec 11,2 jours de précipitations en janvier et 8,3 jours en juillet. Pour la période 1991-2020, la température moyenne annuelle observée sur la station météorologique la plus proche, située sur la commune de Bénéjacq à 7 km à vol d'oiseau, est de 13,4 °C et le cumul annuel moyen de précipitations est de 1 244,1 mm,. Pour l'avenir, les paramètres climatiques de la commune estimés pour 2050 selon différents scénarios d’émission de gaz à effet de serre sont consultables sur un site dédié publié par Météo-France en novembre 2022.

### Milieux naturels et biodiversité

#### Réseau Natura 2000
Le réseau Natura 2000 est un réseau écologique européen de sites naturels d'intérêt écologique élaboré à partir des Directives « Habitats » et « Oiseaux », constitué de zones spéciales de conservation (ZSC) et de zones de protection spéciale (ZPS).
Un site Natura 2000 a été défini sur la commune au titre de la « directive Habitats » : le « gave de Pau », d'une superficie de 8 194 ha, un vaste réseau hydrographique avec un système de saligues encore vivace,.

#### Zones naturelles d'intérêt écologique, faunistique et floristique
L’inventaire des zones naturelles d'intérêt écologique, faunistique et floristique (ZNIEFF) a pour objectif de réaliser une couverture des zones les plus intéressantes sur le plan écologique, essentiellement dans la perspective d’améliorer la connaissance du patrimoine naturel national et de fournir aux différents décideurs un outil d’aide à la prise en compte de l’environnement dans l’aménagement du territoire.
Une ZNIEFF de type 1 est recensée sur la commune, : 
les « saligues amont du gave de Pau » (471,99 ha), couvrant 10 communes du département et deux ZNIEFF de type 2,, : 
- les « bois de Benejacq, bordères, Boeil et bordes » (2 158 ha), couvrant 13 communes du département[23] ;
- le « réseau hydrographique du gave de Pau et ses annexes hydrauliques » (3 000,84 ha), couvrant 71 communes dont 10 dans les Landes, 59 dans les Pyrénées-Atlantiques et 2 dans les Hautes-Pyrénées[24].

## Urbanisme

### Typologie
Au 1er janvier 2024, Bordes est catégorisée petite ville, selon la nouvelle grille communale de densité à sept niveaux définie par l'Insee en 2022.
Elle appartient à l'unité urbaine de Pau, une agglomération intra-départementale regroupant 55  communes, dont elle est une commune de la banlieue,,. Par ailleurs la commune fait partie de l'aire d'attraction de Pau, dont elle est une commune de la couronne,. Cette aire, qui regroupe 227 communes, est catégorisée dans les aires de 200 000 à moins de 700 000 habitants,.

### Occupation des sols

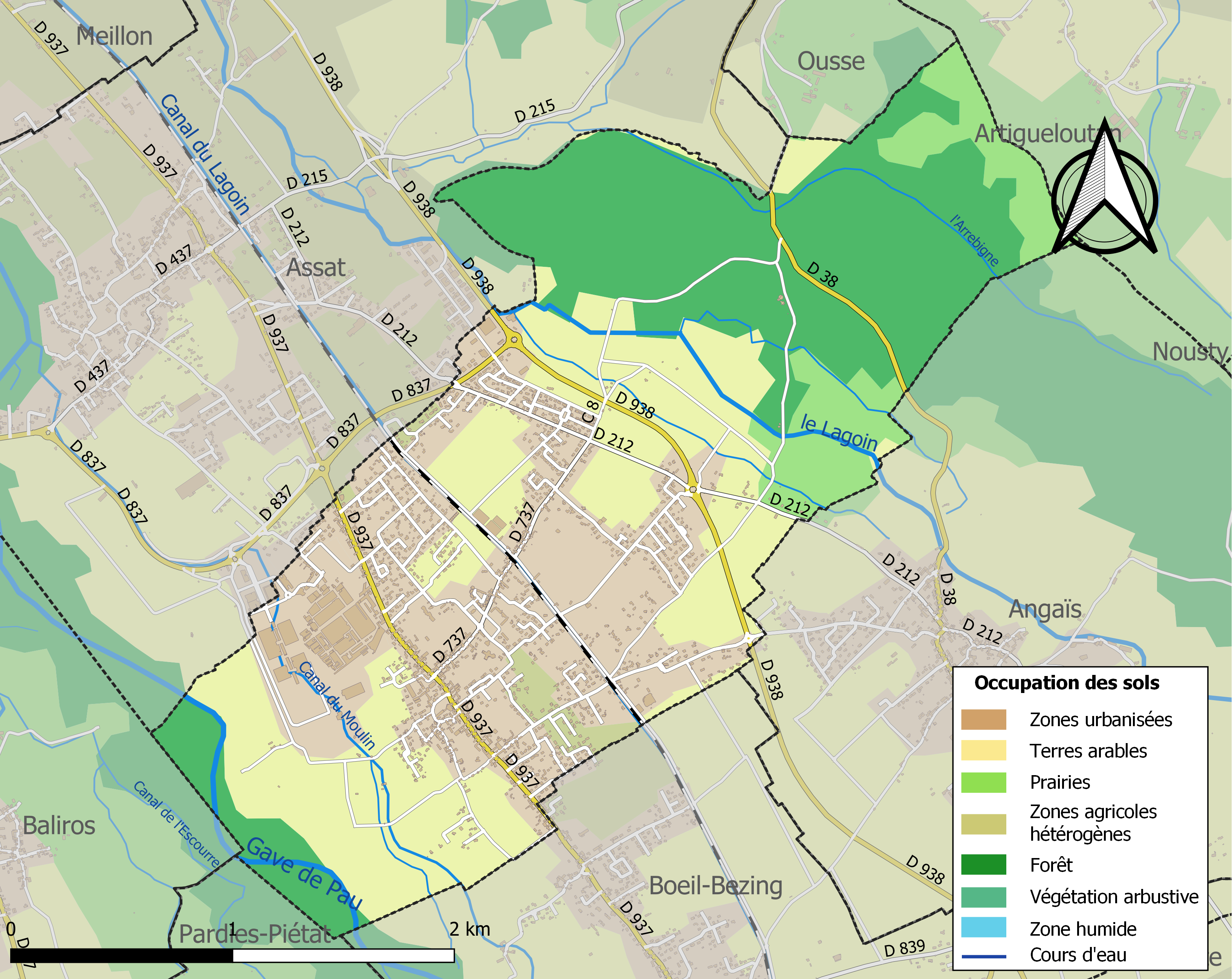
Carte des infrastructures et de l'occupation des sols de la commune en 2018 (CLC).

L'occupation des sols de la commune, telle qu'elle ressort de la base de données européenne d’occupation biophysique des sols Corine Land Cover (CLC), est marquée par l'importance des territoires agricoles (38,4 % en 2018), en diminution par rapport à 1990 (51,6 %). La répartition détaillée en 2018 est la suivante : 
forêts (30,4 %), terres arables (29,1 %), zones urbanisées (25,6 %), prairies (7,6 %), zones industrielles ou commerciales et réseaux de communication (5,6 %), zones agricoles hétérogènes (1,7 %). L'évolution de l’occupation des sols de la commune et de ses infrastructures peut être observée sur les différentes représentations cartographiques du territoire : la carte de Cassini (XVIIIe siècle), la carte d'état-major (1820-1866) et les cartes ou photos aériennes de l'IGN pour la période actuelle (1950 à aujourd'hui).

### Lieux-dits et hameaux
- Bois ;
- Labarthe ;
- Lalanne ;
- Village.

### Voies de communication et transports
La commune est desservie par les routes départementales 38, 212, 937 et 938.
La ligne 804 du réseau interurbain des Pyrénées-Atlantiques, qui relie Pau à Asson, s'arrête à Bordes.

### Risques majeurs
Le territoire de la commune de Bordes est vulnérable à différents aléas naturels : météorologiques (tempête, orage, neige, grand froid, canicule ou sécheresse), inondations et séisme (sismicité moyenne). Il est également exposé à un risque technologique,  le transport de matières dangereuses. Un site publié par le BRGM permet d'évaluer simplement et rapidement les risques d'un bien localisé soit par son adresse soit par le numéro de sa parcelle.

#### Risques naturels
La commune fait partie du territoire à risques importants d'inondation (TRI) de Pau, regroupant 34 communes concernées par un risque de débordement du gave de Pau, un des 18 TRI qui ont été arrêtés fin 2012 sur le bassin Adour-Garonne. Les événements antérieurs à 2014 les plus significatifs sont les crues de 1800, crue la plus importante enregistrée à Orthez (H = 15,42 m au pont d'Orthez), du 23 juin 1875, exceptionnelle par son ampleur géographique, des 27 et 28 octobre 1937, la plus grosse crue enregistrée à Lourdes depuis 1875, du 3 février 1952, du 27 janvier 1972 (10,46 m à Orthez pour Q = 725 m3/s), du 28 novembre 1974, du 1er juin 1978 (3,40 m à Rieulhès pour Q = 504 m3/s) et du 19 juin 2013. Des cartes des surfaces inondables ont été établies pour trois scénarios : fréquent (crue de temps de retour de 10 ans à 30 ans), moyen (temps de retour de 100 ans à 300 ans) et extrême (temps de retour de l'ordre de 1 000 ans, qui met en défaut tout système de protection). La commune a été reconnue en état de catastrophe naturelle au titre des dommages causés par les inondations et coulées de boue survenues en 1982, 1993, 2007, 2009, 2013 et 2019 et au titre des inondations par remontée de nappe en 2013,.

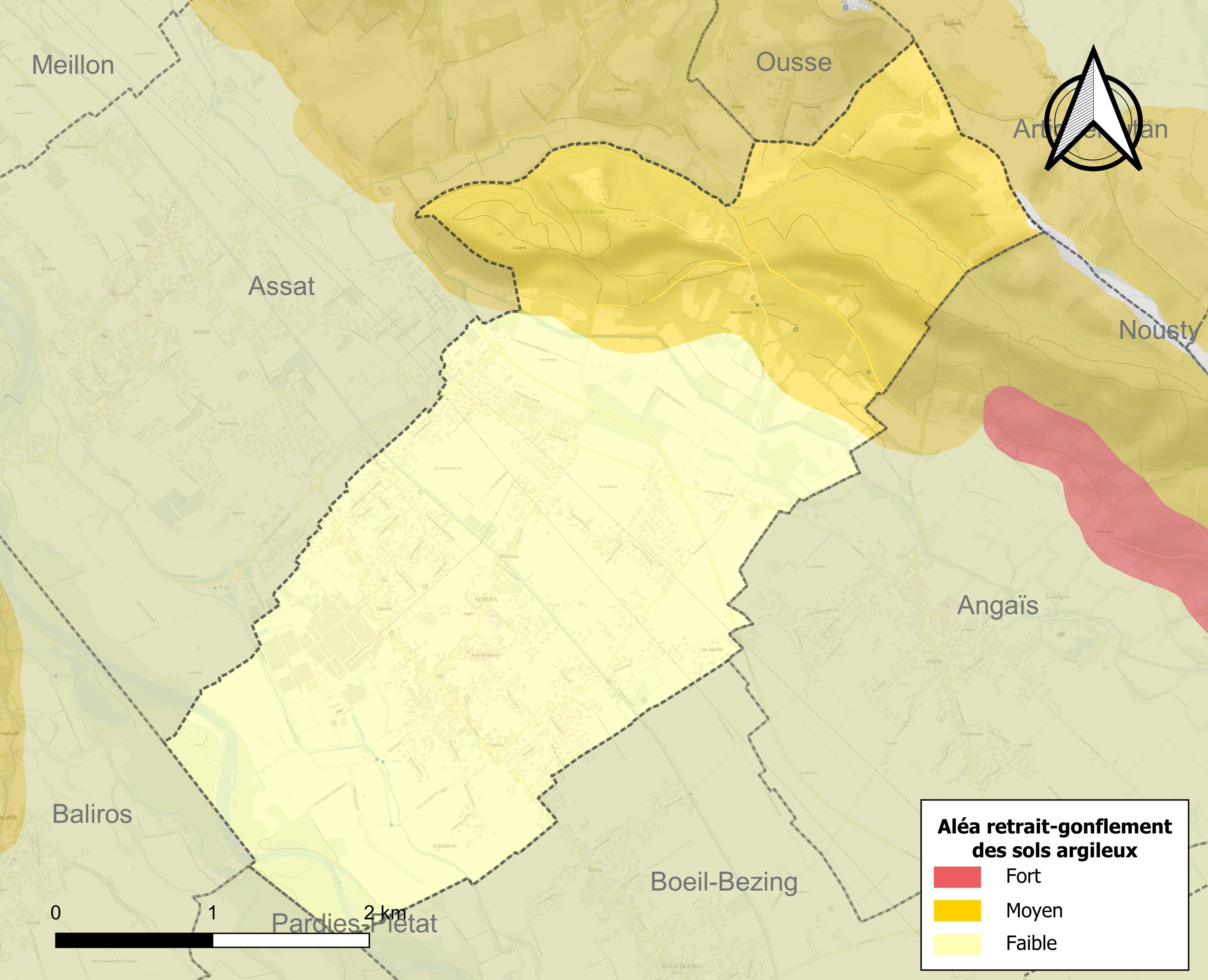
Carte des zones d'aléa retrait-gonflement des sols argileux de Bordes.

Le retrait-gonflement des sols argileux est susceptible d'engendrer des dommages importants aux bâtiments en cas d’alternance de périodes de sécheresse et de pluie. 32,2 % de la superficie communale est en aléa moyen ou fort (59 % au niveau départemental et 48,5 % au niveau national). Depuis le 1er octobre 2020, en application de la loi ELAN, différentes contraintes s'imposent aux vendeurs, maîtres d'ouvrages ou constructeurs de biens situés dans une zone classée en aléa moyen ou fort,.

## Toponymie
Le toponyme Bordes est mentionné en 1101 (cartulaire de Lescar) et apparaît sous la forme 
Sent-Germes de Bordes (1511, notaires d'Assat).
Du germanique bord (« une cabane en planches »), du gascon borde désignant une bergerie à toit de brande ou de paille (le terme de « parc » étant réservé aux bergeries couvertes en tuiles).
Son nom béarnais Bòrdas ou Bordes.

## Histoire
Paul Raymond note qu'en 1385, Bordes comptait trente feux. La paroisse demeura sous la juridiction des jurats de Pau jusqu'en 1576.
La commune fut fondée en 1248 après la période pontificale de Jean II. Pour créer un nouvel ordre monarchique indépendant et souverain, le baron Valibusien s'isola dans les plaines de la région paloise pour y édifier une ville fortifiée.
On retrouve encore ses vestiges médiévaux aux alentours de la place des Acosta et près de l'église catholique Saint-Jean.[réf. nécessaire]
Aujourd'hui la commune s'est modernisée et la vie agricole est peu à peu remplacée par la vie industrielle.

## Politique et administration

### Liste des maires
| Période                                  | Période   | Identité            | Étiquette | Qualité                                                       |
| ---------------------------------------- | --------- | ------------------- | --------- | ------------------------------------------------------------- |
| mars 1971                                | mars 1989 | André Lac-Peyras    |           |                                                               |
| mars 1989                                | mars 2008 | Jean Salles-Loustau | UDF       | Inspecteur général de l'Éducation nationale                   |
| mars 2008                                | En cours  | Serge Castaignau    | DVG       | Cadre du secteur privé Vice-président de la CC du Pays de Nay |
| Les données manquantes sont à compléter. |           |                     |           |                                                               |

### Politique environnementale

#### Problème de la décharge de Bordes
La décharge de Bordes a été mise en exploitation en 1950. Elle a été autorisée par arrête préfectoral du 5 mars 1974 et a reçu les déchets de cette commune jusqu'en 1980, puis les encombrants et des boues de station d'épuration jusqu'en 1998. Elle occupe la rive droite du gave de Pau sur une surface de 3,5 hectares. Elle est située « sur un champ captant constitué d'un aquifère alluvial et d'un aquifère profond ». L'arrêté préfectoral n° 02/IC/351 du 3 octobre 2002 demandait à la commune d'établir, sous 6 mois, un programme de réhabilitation. Par courrier daté du 11 mars 2003, le maire s'interrogeait sur le besoin de renforcer les berges. Le préfet a confirmé cet impératif le 18 juin 2003. En décembre 2009, aucun programme n'a été établi. Malgré les dégâts dus aux crues de 2012 et 2013, la situation reste bloquée. La DREAL considère comme inacceptable l'échéancier proposé par la communauté de communes du Pays de Nay et son inspection propose de poursuivre la sanction par une consignation.
Lors de la réunion du conseil communautaire du 22 septembre 2014, la décharge de Bordes est jugée très sensible et  pouvant influencer le captage. Le 13 octobre 2015, l'association Surfrider dénonce « une plaie béante prête à se déverser dans le Gave ». Le 15 janvier 2016, les déchets envahissent le gave de Pau Les déchets atteignent finalement les plages du littoral du Pays Basque.
Lors de la crue du 20 février 2018, mais aussi lors de celles des six années précédentes, des centaines de tonnes de déchets sont arrachés de l'ancienne décharge. Les rives du gave de Pau sont alors jonchées sur des kilomètres par les ordures qui causent des dommages environnementaux. La décharge contiendrait 8 000 m3 de déchets ménagers, industriels, du bâtiment et agricoles entassés là de 1950 à 1998.
En 2017, la commune de Bordes a opté pour un scénario consistant en « un traitement par tri mécanique et manuel de l’ensemble des déchets non inertes de la décharge, dans le but de restituer la zone à l’expansion du Gave ». 50 % des déchets, de tailles inférieure à 30 mm et non pollués, seraient laissés sur place. L'expérience acquise lors du chantier du nettoyage de la décharge de Beaucens serait prise en compte. Le coût de l'opération est estimé à 3 650 000 Euros hors taxes.
Le 28 juin 2018, la chaine francetvinfo indiquait que les déchets jonchaient les bords du gave.
L'opération de dépollution a commencé en août 2018 et devrait durer jusqu'à la fin 2019. Elle consiste en l'extraction des déchets au bord du gave, leur tri, la reconstitution d'un sol neutre et des plantations pour résorber les matières organiques dangereuses. Les plantes permettront au bout de 20 ans une restauration écologique. Les déchets ultimes neutres seront dirigés vers le centre d'enfouissement de Précilhon, près d'Oloron-Sainte-Marie. Un parcours pédagogique est envisagé.

### Intercommunalité
Bordes appartient à sept structures intercommunales :
- la communauté de communes du Pays de Nay ;
- le SIVU Bordes - Assat ;
- le syndicat d’eau potable et d’assainissement du Pays de Nay (SEAPAN) ;
- le syndicat d’énergie des Pyrénées-Atlantiques ;
- le syndicat de défense contre les inondations du bassin du Lagoin ;
- le syndicat intercommunal de défense contre les inondations du gave de Pau ;
- le syndicat mixte de la crèche L'Arche.

## Population et société

### Démographie
L'évolution du nombre d'habitants est connue à travers les recensements de la population effectués dans la commune depuis 1793. Pour les communes de moins de 10 000 habitants, une enquête de recensement portant sur toute la population est réalisée tous les cinq ans, les populations de référence des années intermédiaires étant quant à elles estimées par interpolation ou extrapolation. Pour la commune, le premier recensement exhaustif entrant dans le cadre du nouveau dispositif a été réalisé en 2005.

En 2022, la commune comptait 2 878 habitants, en évolution de +0,84 % par rapport à 2016 (Pyrénées-Atlantiques : +3,78 %, France hors Mayotte : +2,11 %).
| 1793 | 1800 | 1806 | 1821 | 1831 | 1836 | 1841 | 1846 | 1851 |
| ---- | ---- | ---- | ---- | ---- | ---- | ---- | ---- | ---- |
| 591  | 593  | 607  | 716  | 719  | 742  | 774  | 812  | 840  |

| 1856 | 1861 | 1866 | 1872 | 1876 | 1881 | 1886 | 1891 | 1896 |
| ---- | ---- | ---- | ---- | ---- | ---- | ---- | ---- | ---- |
| 906  | 860  | 890  | 851  | 837  | 839  | 834  | 803  | 754  |

| 1901 | 1906 | 1911 | 1921 | 1926 | 1931 | 1936 | 1946 | 1954 |
| ---- | ---- | ---- | ---- | ---- | ---- | ---- | ---- | ---- |
| 738  | 769  | 758  | 707  | 699  | 718  | 719  | 758  | 806  |

| 1962  | 1968  | 1975  | 1982  | 1990  | 1999  | 2005  | 2006  | 2010  |
| ----- | ----- | ----- | ----- | ----- | ----- | ----- | ----- | ----- |
| 1 240 | 1 397 | 1 563 | 1 687 | 1 652 | 1 941 | 2 176 | 2 251 | 2 485 |

| 2015  | 2020  | 2022  | - | - | - | - | - | - |
| ----- | ----- | ----- | - | - | - | - | - | - |
| 2 803 | 2 888 | 2 878 | - | - | - | - | - | - |

Bordes fait partie de l'aire d'attraction de Pau.

### Manifestations culturelles et festivités
- Le Pyrène Festival se déroule tous les ans début juillet, depuis 2013[56]. Il est organisé par l'association les Loco-Motivés[57].

## Économie
La commune fait partie de la zone d'appellation de l'ossau-iraty.
- Safran Helicopter Engines, anciennement Turbomeca, leader mondial des turbines d'hélicoptère, est installé à Bordes depuis 1942.

## Culture locale et patrimoine
La culture locale est béarnaise donc gasconne pyrénéenne. La langue vernaculaire est l'occitan-gascon, appelé béarnais en Béarn. L'école publique de la commune propose un enseignement bilingue français-occitan (béarnais) allant de la maternelle au CM2.

### Patrimoine religieux
L'église Saint-Germain-d'Auxerre date de la seconde moitié du XIXe siècle.
Elle est inscrite à l'Inventaire général du patrimoine culturel.

## Équipements
Éducation
Bordes dispose d'une école primaire.
Sports et équipements sportifs
Le complexe sportif accueille des sections de handball, tennis, pelote basque, arts martiaux et football.

## Pour approfondir